# Mohamed Abdulrahman
Mohammed Abdulrahman  (tiếng Ả Rập: محمد عبد الرحمن; sinh ngày 4 tháng 2 năm 1989) là một cầu thủ bóng đá Các Tiểu vương quốc Ả Rập Thống nhất. Hiện tại anh thi đấu ở UAE Football League cho Al Ain FC.
Abdulrahman có 3 lần góp mặt ở Giải vô địch bóng đá các câu lạc bộ châu Á 2010.
Anh là anh trai của các cầu thủ bóng đá Khaled Abdulrahman và Omar Abdulrahman đều thi đấu cho Al Ain.

## Sự nghiệp quốc tế

### Bàn thắng quốc tế
Tỉ số và kết quả liệt kê bàn thắng của Các Tiểu vương quốc Ả Rập Thống nhất trước.
| #  | Ngày                | Địa điểm                                                                               | Đối thủ      | Tỉ số | Kết quả | Giải đấu |
| -- | ------------------- | -------------------------------------------------------------------------------------- | ------------ | ----- | ------- | -------- |
| 1. | 5 tháng 11 năm 2015 | Sân vận động Thành phố Thể thao Zayed, Abu Dhabi, Các Tiểu vương quốc Ả Rập Thống nhất | Turkmenistan | 1–0   | 5–1     | Giao hữu |